# Daqing Shan
Daqing Shan (chiń. 大青山; pinyin Dàqīng Shān) – pasmo górskie w północnych Chinach, w Mongolii Wewnętrznej; część gór Yin Shan. Rozciąga się na północ od Hohhotu i Huang He na długości ok. 260 km. Najwyższy szczyt osiąga wysokość 2327 m n.p.m. Pasmo zbudowane z gnejsów, piaskowców i bazaltów. Zbocza północna są łagodne, natomiast poprzecinane dolinami zbocza południowe opadają stromo do doliny Huang He. Dominuje roślinność stepowa.